# Бригада Ватье (Франция)
Бригада лёгкой кавалерии Ватье (фр. brigade de cavalerie légère Wattier) — формирование лёгкой кавалерии (соединение, бригада), созданное Наполеоном 1 декабря 1806 года. 30 декабря влилась в состав новой дивизии Лассаля.
Расформирована 15 сентября 1807 года, когда Ватье получил продолжительный отпуск, а 11-й конно-егерский был передан под начало генерала Пажоля.

## Командиры бригады
- бригадный генерал Пьер Ватье (1 декабря 1806 — 15 сентября 1807)

## Подчинение и номер бригады
| бригада и номер              | дивизия                          | корпус               | армия         | дата            |
| ---------------------------- | -------------------------------- | -------------------- | ------------- | --------------- |
| 3-я бригада лёгкой кавалерии |                                  | резервная кавалерия  | Великая Армия | 1 декабря 1806  |
| 3-я бригада лёгкой кавалерии | дивизия лёгкой кавалерии Лассаля | резервная кавалерия  | Великая Армия | 30 декабря 1806 |
| бригада лёгкой кавалерии     | дивизия лёгкой кавалерии Лассаля | 3-й армейский корпус | Великая Армия | 12 июля 1807    |

## Состав бригады
11-й конно-егерский полк (фр. 11e régiment de chasseurs à cheval)
в составе бригады с момента её формирования.
командиры полка:
- полковник Шарль Жакино[К 1]

2-й полк баварских шеволежеров (фр. 2e régiment bavarois chevau-légers du prince royal)
в составе бригады с момента её формирования.
командиры полка:
- полковник Карл фон Паппенхайм

4-й полк вюртембергских конных егерей Короля (фр. 4e régiment de chasseurs à cheval du Roi de Wurtemberg)
командиры полка:
- полковник фон Лесток

## Организация и численность бригады
На 1 июня 1807 года:
- командир бригады — бригадный генерал Пьер Ватье
  - 11-й конно-егерский полк (3 эскадрона, 483 человека, командир — полковник Шарль Жакино)
  - 2-й полк баварских шеволежеров (3 эскадрона, 260 человек, командир — полковник Карл фон Паппенхайм)
  - 4-й полк вюртембергских конных егерей Короля (3 эскадрона, 388 человек, командир — полковник фон Лесток)
    - Всего: 9 эскадронов, 1033 человека[3].

### Комментарии
1. ↑  Командовал 11-м полком весь период пребывания в составе бригады